# باشگاه فوتبال نائوتی
باشگاه فوتبال نائوتی، یک باشگاه فوتبال اهل تووالو در فونافوتی است که در لیگ دسته اول تووالو بازی می‌کند.
زمین خانگی این تیم، زمین ورزشی تووالو، تنها زمین فوتبال در تووالو است. نائوتی یکی از موفق‌ترین تیم‌های تووالو است که بیشترین جام را در بین تیم‌های این کشور دارد. نائوتی مانند تمام تیم‌های تووالو در سطح آماتور بازی می‌کند. آنها یک تیم ذخیره و یک تیم بانوان نیز دارند.